# 蒙席

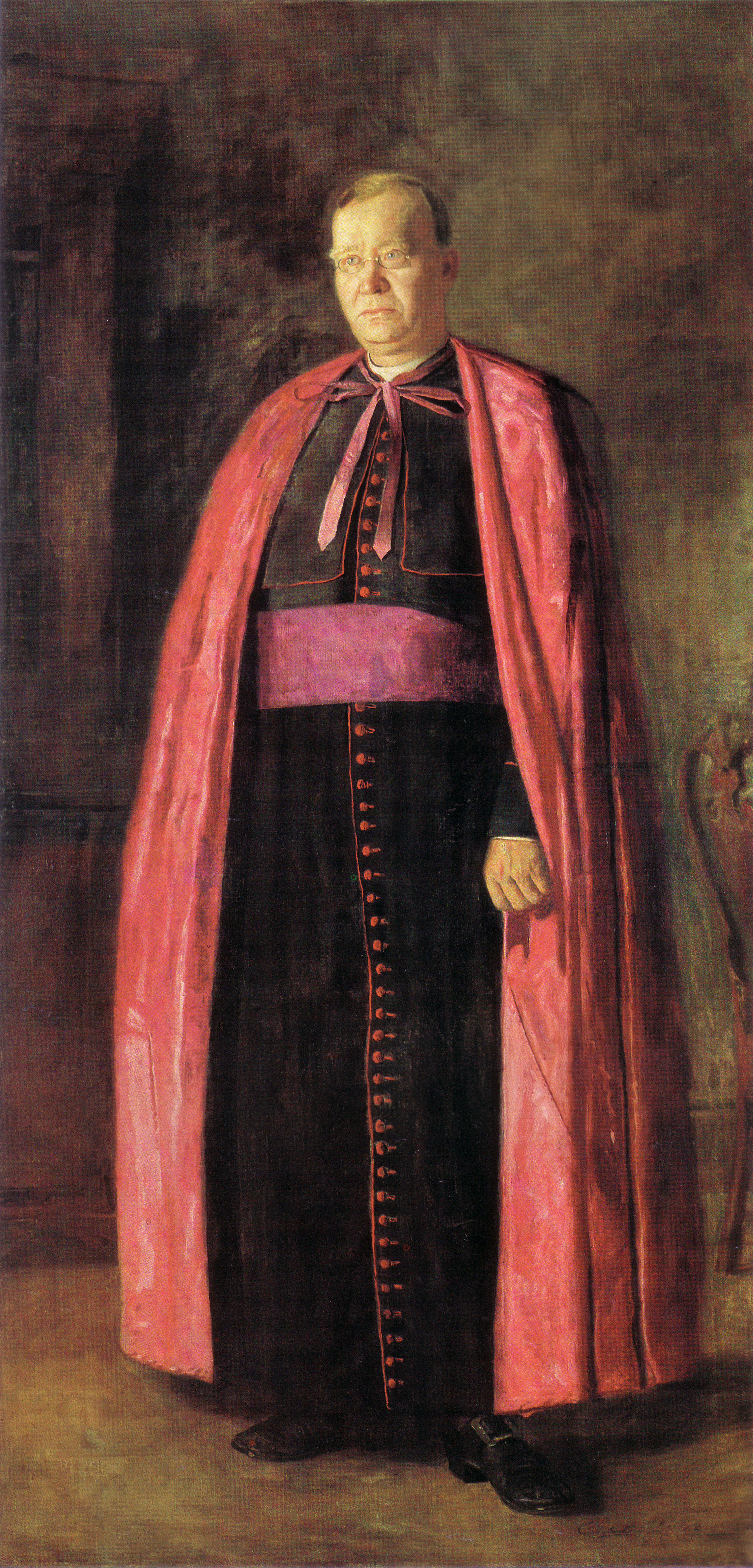
一位蒙席的肖像畫

蒙席是意大利语一詞的音译，是指天主教會中授予有特殊功勳或執行特定職務（例如在羅馬教廷中工作者）的司鐸（神父）的一種榮衔。獲頒蒙席稱號者具有近似主教的地位，通常可穿戴與主教近似之主教服装，但與主教不同，蒙席本身並無特定職權。Monsignor 缩写方式甚多：英语通用者为 Msgr., Mgr.，拉丁国家则用 Mons.。法文称作 monseigneur。
有的語言也會將主教尊稱為「蒙席」，但中文與英語世界相同，不以蒙席稱呼主教；同樣，在中文中如果獲蒙席榮銜的司鐸晉牧（被祝聖為主教），一般就不再稱他為「某某蒙席」。
蒙席之名譽頭銜可以由教宗在該司鐸之主教的要求下授予一位教區司鐸（diocesan priest）（並非修會（religious institute）成員）。該獲銜司鐸被視為教宗府（papal household）成員。該頭銜有以下三類：
- 陛下專職司鐸（Chaplain of His Holiness）
  - 最低等級，以黑色長袍上的紫色紐扣和裝飾與紫色肩帶為別。
- 宗座名譽教長（Prelate of Honour of His Holiness）
  - 是中等級，以黑色及一件紫色長袍為別。
- 宗座總書記官（Protonotary Apostolic）
  - 是最高等級，與宗座名譽教長的着裝相同，在非禮儀場合中亦會在長袍上另加一件紫色長斗篷（英语：Ferraiolo）和四角帽。

## 外部連結
- 天主教字典：M